# Mark Schwarzer
Mark Schwarzer, OAM (* 6. Oktober 1972 in Sydney) ist ein ehemaliger australischer Fußballtorhüter und Rekordnationalspieler Australiens.
Während seiner mehr als zwei Jahrzehnte umfassenden Profikarriere fand er vor allem ab 1996 in England sein sportliches Glück und kann bis heute auf die meisten Premier-League-Einsätze eines nicht-britischen Spielers verweisen. Von 1993 bis 2013 war der WM-Teilnehmer von 2006 und 2010, der aufgrund der Herkunft seiner Eltern auch über die deutsche Staatsbürgerschaft verfügt, fester Bestandteil der australischen Nationalmannschaft, mit der er 2004 die Ozeanienmeisterschaft gewann.

## Karriere

### Anfänge
Nachdem die Eltern Doris und Hans-Joachim 1967 aus Stuttgart nach Australien ausgewandert waren, kam Mark Schwarzer gut fünf Jahre später in deren neuer Heimat Sydney zur Welt. Daheim wurde zumeist Deutsch gesprochen, dazu kam das frühe Interesse für den Fußball im Allgemeinen und die deutsche Nationalmannschaft im Speziellen – Rudi Völler, Karl-Heinz Rummenigge und Toni Schumacher waren hier die ersten Vorbilder. Schwarzer spielte Fußball in der Schülermannschaft, die sein Vater trainierte und als ihn dieser eines Tages in Ermangelung eines Freiwilligen ins Tor beorderte, fand eine Torhüterkarriere ihren Ursprung.
Erste Vereinsstation waren im Alter von nicht einmal sieben Jahren die Colo Cougars und als 15-jähriger Teenager zog es Schwarzer zum im Westen Sydneys beheimateten Klub Marconi Fairfield. Vier Jahre verbrachte er bis 1994 in deren Profimannschaft, die in der National Soccer League (NSL) – der damals höchsten australischen Fußballliga – spielte. Dabei gewann er in der Saison 1992/93 neben dem nationalen Titel auch die Auszeichnung zum besten Torhüter des NSL. Schwarzer, der 1993 auch schon in der A-Nationalmannschaft debütiert hatte, zog es schließlich ins Zentrum des Weltfußballs nach Europa und aufgrund seiner Abstammung, der Sprachkenntnisse und doppelten Staatsbürgerschaft lag ein Wechsel nach Deutschland besonders nahe.

### Holpriger Start in Deutschland (1994–1996)
Erste Vereinsstation in der Heimat seiner Eltern war in der Saison 1994/95 Dynamo Dresden, das zu dieser Zeit in der 1. Bundesliga aktiv war. Für Dresden und gegen Borussia Dortmund hatte gesprochen, dass er in Dresden die Position des direkten Ersatzmanns hinter dem 31-jährigen Stanislaw Tschertschessow bekleiden und anders als in Dortmund nicht nur die Nummer drei sein sollte. So startete Schwarzer motiviert in das Deutschland-Abenteuer und hinterließ im Training gute Eindrücke. Trainer Horst Hrubesch vertraute im Abstiegskampf aber zumeist auf „bewährte Kräfte“ und der damals langhaarige Schwarzer, der trotz seiner Sprachkenntnisse im sächsischen Umfeld Eingewöhnungsschwierigkeiten hatte, stand in dem Ruf, sein großes Talent in Drucksituationen zeitweilig nicht abrufen zu können. Am Ende der Saison 1994/95 stieg er mit Dresden als Tabellenletzter ab. Dabei war er nur in zwei Partien selbst zum Einsatz gekommen.
Schwarzer wechselte daraufhin zu Beginn der Saison 1995/96 zum 1. FC Kaiserslautern, wo der dortige Friedel Rausch für ihn jedoch ebenso nur die Rolle des Ersatztorhüters vorsah. Zwischen November und Dezember 1995 stand er in vier Bundesligapartien für die „roten Teufel“ zwischen den Pfosten und ansonsten vertraute Rausch auf Andreas Reinke. Die sportliche Entwicklung des Vereins selbst war ähnlich schlecht wie zuvor in Dresden. Trotz des DFB-Pokalgewinns 1996 stieg Schwarzer als Drittletzter zum zweiten Mal in Folge aus der 1. Bundesliga ab. Es schloss sich eine kurze Zeit in der 2. Bundesliga unter dem neuen Trainer Otto Rehhagel an, der jedoch umgehend Gerry Ehrmann zum neuen Ersatzmann hinter Reinke und damit Schwarzer aufs Abstellgleis beförderte. Der zunehmend verbitterte Schwarzer folgte schließlich dem Ruf aus England und als er im Herbst 1996 einer Offerte von Manchester City folgend ein Testspiel gegen Bradford City bestritt, endeten die zwei Profijahre in Deutschland. Neuer Arbeitgeber wurde jedoch nicht Manchester City, sondern der Testspielgegner aus Bradford.

### Sportlicher Durchbruch in England (1996–2008)
Das von Chris Kamara trainierte Bradford City war damals in der zweitklassigen First Division aktiv und Schwarzer entwickelte sich binnen kurzer Zeit im heimischen Valley-Parade-Stadion zum Publikumsliebling. Zwischen November 1996 und Februar 1997 absolvierte er für die „Bantams“ 16 Pflichtspiele, bevor es ihn schon wieder weiter zog. Mit deutlicher Wertsteigerung wechselte er für eine Ablösesumme von 1,5 Millionen Pfund in die Premier League zum FC Middlesbrough – die ursprüngliche Kaufsumme hatte für Bradford 350.000 Pfund betragen.
Nach einem erfolgreichen Debüt im Ligapokalhalbfinale gegen Stockport County (2:0) war er auch bei „Boro“ unter Trainer Bryan Robson auf Anhieb der neue Stammkeeper, der zudem Craig Johnston in der Tradition guter australischer Spieler im Verein folgte. Er erwies sich als zuverlässiger Rückhalt im Abstiegskampf und kassierte in den letzten sechs Ligaspielen nur insgesamt vier Gegentore. Dies genügte jedoch nicht für den Erhalt der Klasse und bereits im dritten Jahr in Folge durchlitt Schwarzer den Abstieg in eine zweite Liga – maßgeblich Schuld daran war aber auch eine Drei-Punkte-Strafe aus der laufenden Spielzeit. Einen möglichen Triumph im Ligapokal verpasste er ebenso knapp. Nachdem er in der ersten Finalpartie gegen Leicester City ein spätes 1:1-Remis hatte hinnehmen müssen, fehlte er verletzungsbedingt beim 0:1 im Wiederholungsspiel. Bereits ein Jahr später kehrte Schwarzer mit dem FC Middlesbrough in die Premier League zurück und der Australier beförderte sich endgültig in die Riege der Toptorhüter im englischen Fußball. Geschätzt wurde vor allem, dass er sich trotz seiner Größe von 1,94 Meter sehr beweglich zeigte und mit Mut sowie kalkuliertem Risiko eine „positive Verrücktheit“ an den Tag legte, die Torhütern auf hohem Niveau nachgesagt wird. Dazu kam eine grundsätzliche Ruhe im Stellungsspiel und die Fähigkeit, abgefangene (Flanken-)Bälle durch präzise Abschläge und -würfe in gefährliche Konterangriffe umzuwandeln. Neben dem Erstligaaufstieg über die Vizemeisterschaft erreichte Schwarzer 1998 erneut das Ligapokalfinale, das aufgrund einer 0:2-Niederlage gegen den FC Chelsea erneut verloren ging.
Dass sich der FC Middlesbrough nach dem Wiederaufstieg im Sommer 1999 wenig Sorgen um den Klassenverbleib in der Saison 1999/2000 zu machen brauchte, lag auch zu einem großen Teil an Schwarzers guten Leistungen, die sich in gleich 13 Premier-League-Partien ohne Gegentor äußerten. Als nun legitimer Nachfolger von Stephen Pears – zwischen 1985 und 1995 langjähriger Stammtorhüter von „Boro“ – konnte er in der Premier League den guten neunten Rang zwar nicht verteidigen, aber Platz 12 war in der Saison 1999/2000 vor dem Hintergrund der großen Verletzungsprobleme in der Mannschaft, von denen Schwarzer selbst ausgenommen blieb, als Achtungserfolg zu sehen. Einen persönlichen Erfolg verzeichnete Schwarzer im Ligapokalachtelfinale gegen den FC Arsenal, in dem er während des Elfmeterschießens zwei Strafstöße parierte – in der anschließenden Runde folgte allerdings das Aus gegen die unterklassigen Tranmere Rovers (1:2).
Auch zu Beginn des neuen Jahrzehnts rangierte Schwarzer mit dem FC Middlesbrough unter Steve McClaren als neuem Cheftrainer stets im gesicherten Mittelfeld. Dies äußerte sich in den Abschlusstabellenplätzen, die sich zwischen 2001 und 2004 kontinuierlich im Bereich von Rang 11 bis 14 bewegten. Höhepunkt einer zur Mitte der 2000er-Jahre hin positiven Entwicklung war 2004 der Gewinn des Ligapokals, nachdem Schwarzer mit seinem Team im Finale die Bolton Wanderers mit 2:1 besiegt hatte. Damit konnte der Australier in der Saison 2004/05 auch erstmals an einem europäischen Vereinswettbewerb teilnehmen, was als mitausschlaggebend galt, dass Schwarzer seinen auslaufenden Vertrag trotz zahlreicher Angebote anderer Premier-League-Klubs verlängerte. Schwarzers erster fußballerischer Ausflug nach Europa endete zwar im Achtelfinale gegen Sporting Lissabon, aber der siebte Rang in der Premier League stellte eine weitere UEFA-Pokal-Qualifikation sicher. Dabei hatte Schwarzer am letzten Spieltag in der Partie gegen Manchester City einen Elfmeter von Robbie Fowler pariert und das 1:1-Remis gesichert. Im zweiten Anlauf zog der FC Middlesbrough bis ins Endspiel gegen den FC Sevilla vor, das Schwarzer mit einer Spezialmaske nach einem Kieferbruch bestritt – die Partie endete mit einer 0:4-Niederlage.
Schwarzer verbrachte noch zwei Jahre in Middlesbrough, ohne nennenswerte Erfolge zu feiern. Persönliche Meilensteine waren in Rekordmarken zu finden, als er beispielsweise am 27. Dezember 2007 mit seinem 316. Ligaeinsatz zum Ausländer mit den meisten Premier-League-Partien wurde und den vormaligen Rekordhalter Dennis Bergkamp übertraf. Nach dem Auslaufen seines Vertrags endete Schwarzers über elfjährige Liaison mit „Boro“. Ein letztes Angebot des neuen Trainers Gareth Southgate hatte er im Juni 2008 noch ausgeschlagen.

### FC Fulham (2008–2013)
Schwarzer unterschrieb einen Kontrakt über zwei Jahre beim FC Fulham, wobei er gleichzeitige Offerten der europäischen Spitzenvereine FC Bayern München und Juventus Turin deswegen hatte scheitern lassen, weil ihm dort nur jeweils die Rolle des Ersatztorhüters angeboten worden war. Anpassungsprobleme hatte Schwarzer in London keine und er absolvierte auf Anhieb nicht nur alle 38 Premier-League-Partien unter Trainer Roy Hodgson, sondern führte den Klub in der Saison 2008/09 mit den ligaweit viertwenigsten Gegentoren zur Qualifikation in die neu geschaffene Europa League. Er gewann die klubinterne Wahl zum Spieler der Saison und erreichte mit dem Team das Europa-League-Endspiel, in dem er am 12. Mai 2010 knapp Atlético Madrid mit 1:2 unterlag.
Obwohl mittlerweile bereits 37 Jahre alt, unternahm der FC Arsenal im Sommer 2010 Anstrengungen, Schwarzer zu verpflichten und damit die vielfach kritisierten Manuel Almunia und Łukasz Fabiański zu ersetzen. Ein Wechsel kam jedoch nicht zustande, was vor allem an dem Veto des neuen sportlichen Leiters Mark Hughes lag, der den mittlerweile bis zum Ende der Saison 2011/12 gebundenen Torhüter nicht aus dem Vertrag entließ.

### Karriereausklang beim FC Chelsea und Leicester City (2013–2016)
Nach Auslaufen seines Vertrages beim FC Fulham wechselte Schwarzer zur Saison 2013/14 als Ersatzmann hinter Petr Čech zum FC Chelsea. Er unterschrieb einen Vertrag bis Saisonende.
Am 6. Januar 2015 wechselte Schwarzer zu Leicester City. Dort debütierte er bei der 1:3-Auswärtsniederlage gegen Manchester United am 23. Spieltag der Saison 2014/15. In der folgenden Saison wurde er mit Leicester Meister der Premier League, ohne jedoch in dieser Saison zum Einsatz gekommen zu sein. Nach der Meisterschaft verließ Schwarzer Leicester City und beendete kurze Zeit später seine Karriere.

### Australische Nationalmannschaft

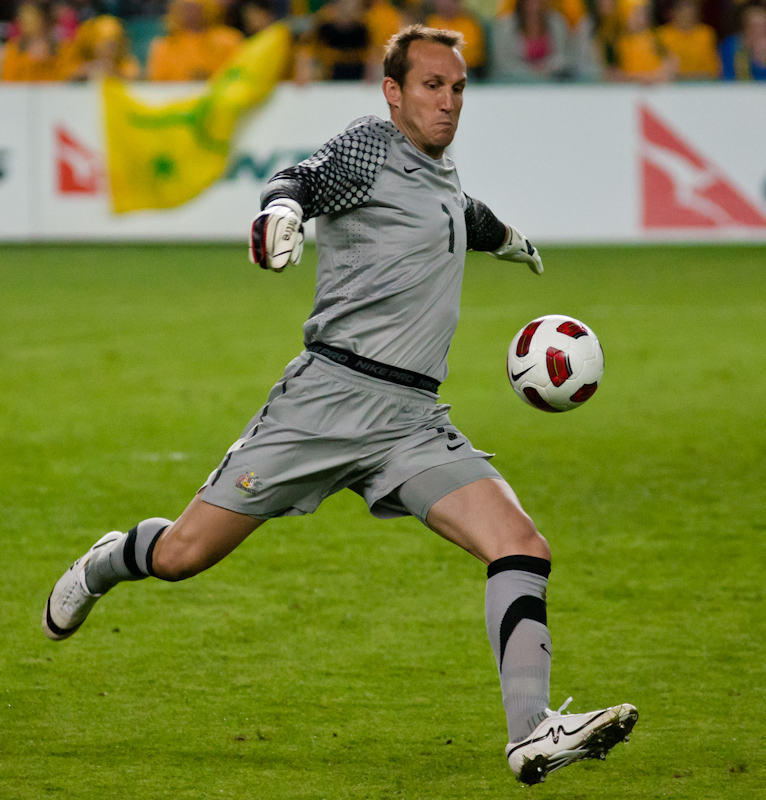
Schwarzer 2010 im Trikot der Nationalelf

Schwarzer kam zwischen 1989 und 1991 mehrfach für australische Nachwuchsnationalmannschaften zum Zuge. Bei der erfolgreichen Junioren-Fußballweltmeisterschaft in Portugal, als die „Aussies“ das Halbfinale erreichten, nahm er verletzungsbedingt jedoch nicht teil und musste Mark Bosnich den Vortritt lassen. Nach sechs Partien für die U-17- und insgesamt acht Einsätzen für die U-20-Auswahl debütierte er 20-jährig am 31. Juli 1993 gegen Kanada (1:2) für die australische A-Nationalmannschaft. Im Play-off-Halbfinalhinspiel zur Qualifikation für die WM 1994 in den USA ersetzte er den nach einer Notbremse von Platz gestellten Robert Zabica im Tor, während Feldspieler Milan Blagojevic für ihn ausgewechselt wurde. Auch im Rückspiel stand Schwarzer zwischen den Pfosten und verhalf seiner Elf nach einem 2:1 über zwei gehaltene Elfmeter zum Erreichen der Play-off-Endspiele gegen Argentinien, in denen er jedoch nicht dabei war.
Stammkeeper ist Schwarzer erstmals erst im Jahr 2000, nachdem er sich in England endgültig etabliert und Vorgänger Mark Bosnich verdrängt hatte. Er nahm im Sommer 2001 am Konföderationen-Pokal teil und stand im Rahmen der WM-Qualifikation zur WM 2002 ein zweites Mal in einem Play-off-Finale, das im November 2001 gegen Uruguay nach Hin- und Rückspiel (1:0, 0:3) erneut verloren ging. Anschließend setzte Schwarzer die Prioritäten vermehrt auf den Vereinsfußball und nahm erst bei der nächsten Qualifikationsphase einen neuen Anlauf. Er bestritt 2004 den OFC-Nationen-Pokal, deren Gruppenphase identisch mit der zweiten WM-Qualifikationsrunde war, und gewann diesen nach einem Endspielerfolg gegen die Salomonen (5:1, 6:0). Es folgte im Sommer 2005 seine zweite Teilnahme an einem Konföderationen-Pokal. Zum „Helden“ avancierte er im November 2005, als er im entscheidenden Elfmeterschießen gegen Uruguay – erneut Finalgegner im Rahmen einer Qualifikation – zwei Strafstöße der Uruguayer parierte und den „Socceroos“ somit die erste WM-Endrundenteilnahme nach 32 Jahren bescherte. In den ersten beiden australischen Gruppenspielen der Weltmeisterschaft gegen Japan (3:1) und Brasilien (0:2) stand Schwarzer im Tor, bevor Trainer Guus Hiddink in der dritten Partie gegen Kroatien (2:2) auf Zeljko Kalac vertraute. Im Achtelfinale gegen Italien kehrte Schwarzer in die Mannschaft zurück. Dort sah er sich in der Nachspielzeit einem entscheidenden Elfmeterduell gegen Francesco Totti ausgesetzt und blieb chancenlos, obwohl er die richtige Ecke antizipiert hatte.
Nach dem WM-Turnier bestritt er 2007 alle australische Partien im Verlauf der Asienmeisterschaft und verlor nach überstandener Gruppenphase im Viertelfinale gegen Japan erstmals in seiner Laufbahn ein Elfmeterschießen. Nächster Höhepunkt war 2010 seine zweite Qualifikation für eine Weltmeisterschaft. Anders als vier Jahre zuvor, war hier bereits nach der Gruppenphase Endstation und Schwarzer, dem 2009 von seinem Heimatland die Medal of the Order of Australia verliehen worden war, kassierte in den Partien gegen Deutschland (0:4), Ghana (1:1) und Serbien (2:1) sechs Gegentreffer.
Am 6. September 2012 machte er beim Spiel gegen den Libanon als erster Australier sein 100. Länderspiel. Mit dem 31. Juli 2013, dem 20. Jahrestag seines Länderspieldebüts, wurde er zum erst sechsten Nationalspieler weltweit, der über einen Zeitraum von mindestens 20 Jahre lang in einer Nationalmannschaft aktiv war. Diese Marke konnten bis dahin lediglich Pat Jennings (1986), Lothar Matthäus (2000), Hossam Hassan (2005), Jari Litmanen (2009) und Sargis Howsepjan (2012) erreichen.
Am 6. November 2013 gab er das Ende seiner Nationalmannschaftskarriere bekannt. Sein letztes Länderspiel machte er am 7. September 2013 gegen Brasilien, das mit 0:6 verloren wurde.

## Titel sowie Erfolge

### Verein
- Australischer Meister: 1993
- DFB-Pokalsieger: 1995/96 (ohne Einsatz)
- Englischer Ligapokalsieger: 2003/04
- UEFA-Pokal- bzw. UEFA-Europa-League-Finalist: 2005/06, 2009/10
- Englischer Meister: 2015/16

### Nationalmannschaft
- Ozeanienmeisterschaft: 2004

### Persönliche Auszeichnungen
- Australiens Fußballer des Jahres (PFA-Wahl): 2010
- Premier-League-Spieler des Monats: Februar 2010

## Sonstiges
Mark Schwarzer und seine Frau sind Eltern eines Sohnes sowie einer Tochter. Sohn Julian ist ebenfalls Fußballtorhüter und spielte in der Saison 2018/2019 beim deutschen Regionalligisten FC Pipinsried.